# Bermuda ved vinter-OL 2014
Bermuda deltog ved vinter-OL 2014 i Sotji, som blev afholdt i perioden 7. februar til 23. februar 2014. Dette var syvende gang landet deltog i en vinterlegene, og som fire år tidligere var Tucker Murphy Bermudas eneste udøver.

## Medaljer
| 2014 Sotji | Guld | Sølv | Bronze | Total |
| Bermuda    | 0    | 0    | 0      | 0     |